# فولتا كاتالونيا 1941
فولتا كاتالونيا 1941 (بالإسبانية: Volta a Cataluña 1941)‏ هو سباق دراجات هوائية، وهو الموسم رقم 21 من السباق، وأقيم خلال الفترة 6 سبتمبر 1941، وحتى 14 سبتمبر 1941.
فاز فيه بالمركز الأول  أنطونيو أندريس سانشو، وبالمركز الثاني  Andreu Canals Perelló ‏، وبالمركز الثالث  Josep Campamà Roca ‏.

## الفائزون
| الترتيب | الفائز                 |
| ------- | ---------------------- |
| الفائز  | أنطونيو أندريس سانشو   |
| الثاني  | Andreu Canals Perelló ‏ |
| الثالث  | Josep Campamà Roca ‏    |